# Selig ist der Mann, BWV 57

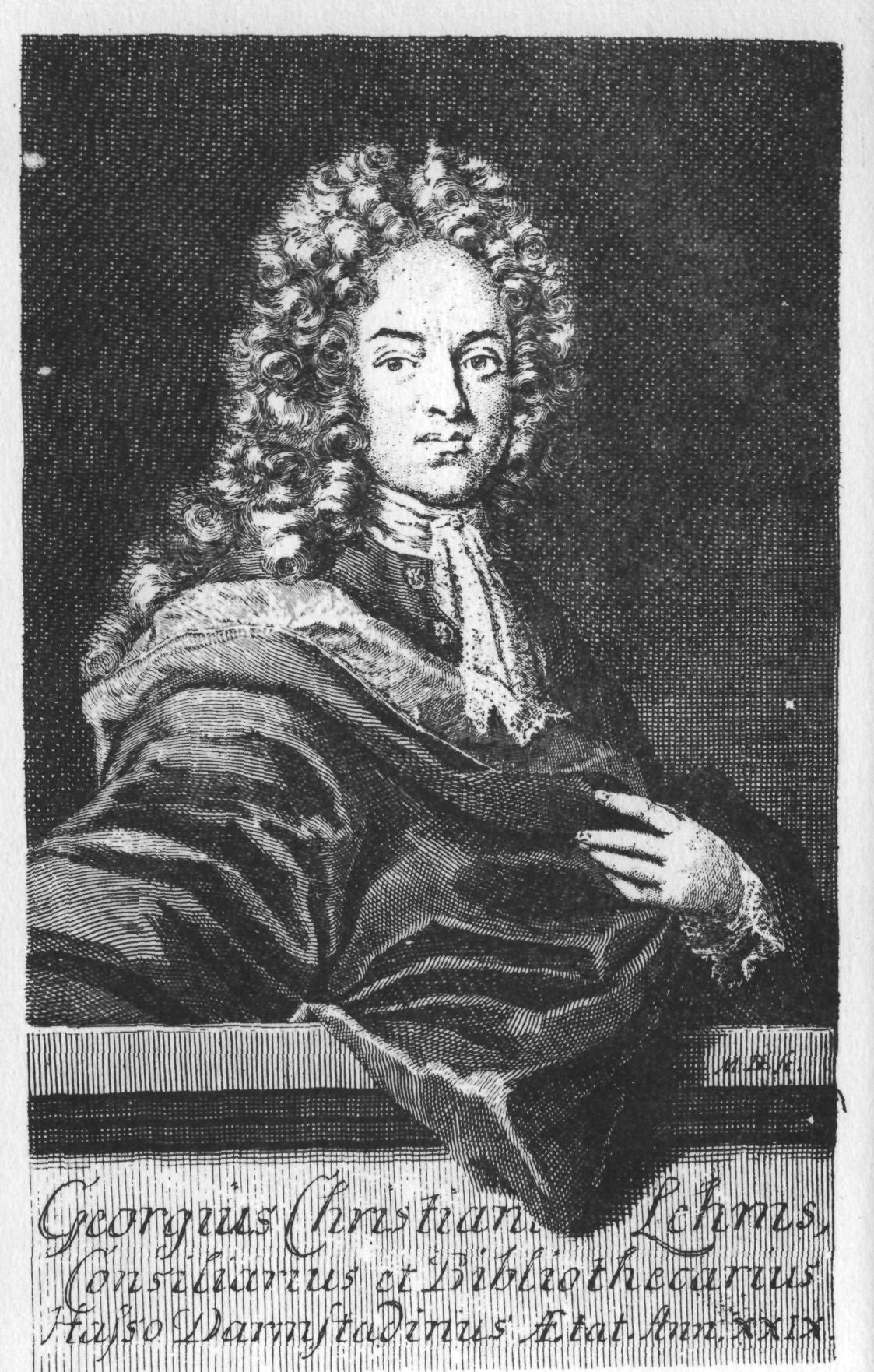
Georg Christian Lehms, autor del texto.

Selig ist der Mann, BWV 57 (Bienaventurado sea el hombre) es una cantata de iglesia escrita por Johann Sebastian Bach en Leipzig para el segundo día de Navidad, que coincide con el día de San Esteban, y estrenada el 26 de diciembre de 1725.

## Historia
Bach compuso esta obra durante su tercer año de estancia en Leipzig para el segundo día de Navidad, festividad de san Esteban. La cantata fue interpretada por primera vez el 26 de diciembre de 1725.

## Análisis

### Texto
Para el día de San Esteban las lecturas establecidas eran de los Hechos de los Apóstoles, el martirio de San Esteban (Hechos 6:8-7,22, Hechos 7:51-59), y del evangelio según San Mateo, Jerusalén matando a sus profetas (Mateo 23:35-39).
El texto de la cantata fue escrito por Georg Christian Lehms, que se basó en todas las lecturas y las conectó con alusiones bíblicas. El primer verso está tomado de Jaime 1:12, la corona mencionada es en griego "stephanos". Lehms estableció el desarrollo como un diálogo entre Jesús y "Anima" (el alma). Tenía la intención de utilizar como coral final un verso de "Gott Lob, die Stund ist kommen" de Johann Heermann, sin embargo Bach eligió en su lugar el sexto verso de "Hast du denn, Jesus, dein Angesicht gänzlich verborgen" de Ahasverus Fritsch, denominado Seelengespräch mit Christus (Conversación del alma con Cristo), para continuar el diálogo.

### Instrumentación
La obra está escrita para dos voces solistas (soprano y bajo), un coro a cuatro voces; dos oboes, oboe da caccia, dos violines, viola y bajo continuo. El coro solamente aparece en el coral final. La soprano canta la parte del Anima (alma) y el bajo la vox Christi (voz de Jesús). Los oboes tocan únicamente en el primer y último movimientos, doblando a la cuerda.

### Estructura
Consta de siete movimientos.
1. Aria (bajo): Selig ist der Mann
2. Recitativo (soprano): Ach! dieser süße Trost
3. Aria (soprano): Ich wünschte mir den Tod, den Tod
4. Recitativo (soprano, bajo): Ich reiche dir die Hand
5. Aria (bajo): Ja, ja, ich kann die Feinde schlagen
6. Recitativo (soprano, bajo): In meinem Schoß liegt Ruh und Leben
7. Aria (soprano): Ich ende behende mein irdisches Leben
8. Coral: Richte dich, Liebste, nach meinem Gefallen und gläube

La música para el diálogo entre Jesús y el alma es más dramática que en otras cantatas sacras de Bach. La mayor parte de los recitativos son secco, como en la ópera de la época, conduciendo la acción. John Eliot Gardiner ve a Bach aquí como el "mejor autor de declamación dramática (en otras palabras recitativo) desde Monteverdi".
La primera aria está dominada por largas frases vocales. En la segunda aria el anhelo de la muerte se expresa mediante una línea melódica ascendente seguida por un gran intervalo descendente. La tercera aria muestra a Jesús victorioso a través de tríadas quebradas como de fanfarria. En la última aria la línea del violín solo puede interpretarse como el movimiento apasionado del alma en los brazos de Jesús. Después de lograr una unión mística en la segunda parte del aria, "Mein Heiland, ich sterbe mit höchster Begier" (Mi Salvador, muero con suma prontitud), no hay da capo posible; el aria finaliza con la pregunta "was schenkest du mir?" (¿qué me darás?), que recibirá su respuesta mediante el coral final a cuatro voces sobre la melodía de "Lobe den Herren, den mächtigen König der Ehren".

## Discografía selecta
De esta pieza se han realizado una serie de grabaciones entre las que destacan las siguientes.
- 1940 – Willem Mengelberg Vol. 1: J.S. Bach. Willem Mengelberg, Concertgebouw Orchestra, Jo Vincent, Max Kloos (Mengelberg)
- 1951 – Bach Made in Germany Vol. 1: Cantatas I. Günther Ramin, Thomanerchor, Gewandhausorchester Leipzig, Agnes Giebel, Johannes Oettel (Berlin Classics / Leipzig Classics)
- 1962 – J.S. Bach: Cantata No. 140 & 57. Karl Ristenpart, Chorus of the Conservatory of Sarrebruck, Chamber Orchestra of the Saar, Ursula Buckel, Jakob Stämpfli (Club Francais du Disque)
- 1963 – Les Grandes Cantates de J.S. Bach Vol. 13. Fritz Werner, Heinrich-Schütz-Chor Heilbronn, Pforzheim Chamber Orchestra, Agnes Giebel, Barry McDaniel (Erato)
- 2000 – Bach Cantatas Vol. 15. John Eliot Gardiner, Monteverdi Choir, English Baroque Soloists, Joanne Lunn, Peter Harvey (Soli Deo Gloria)
- 2002 – J.S. Bach: Complete Cantatas Vol. 18. Ton Koopman, Amsterdam Baroque Orchestra & Choir, Sibylla Rubens, Klaus Mertens (Antoine Marchand)
- 2007 – Bach: Dialogue Cantatas. Rainer Kussmaul, RIAS Kammerchor, Berliner Barock Solisten, Dorothea Röschmann, Thomas Quasthoff (Deutsche Grammophon)
- 2008 – J.S. Bach: Cantatas Vol. 43. Masaaki Suzuki, Bach Collegium Japan, Hana Blažíková, Peter Kooy (BIS)